# اوه سو یون
اوه سو یون (کره‌ای: 오수연؛ زادهٔ ۴ اکتبر ۱۹۶۸) فیلم‌نامه‌نویس اهل کره جنوبی است. او برای آثاری مانند پاییز در قلبم، زمستان سوناتا و باران عشق شناخته می‌شود.